# Philadelphia Museum of Art
Il Philadelphia Museum of Art ("Museo dell'Arte di Filadelfia"; in acronimo PMoA) si trova ad ovest della Benjamin Franklin Parkway a Filadelfia. Fu fondato nel 1876 in occasione dell'Esposizione universale che celebrava il primo centenario della Dichiarazione di indipendenza degli Stati Uniti d'America e venne inaugurato il 10 maggio 1877. 

## Storia e descrizione
Ogni anno il museo organizza dalle 15 alle 20 mostre ed ospita un flusso di visitatori di circa 800.000 persone. Tra le mostre più rilevanti allestite in questi ultimi tempi, sono da annoverare quella dedicata a Paul Cézanne nel 1996 e quella dedicata a Salvador Dalí nel 2005.
Il museo è situato nella parte terminale destra della Benjamin Franklin Parkway, un'importante arteria stradale cittadina, nei pressi di Fairmount Park. Chiamato originariamente Pennsylvania Museum and School of Industrial Art, la sua fondazione venne ispirata da quella del britannico Victoria and Albert Museum di Londra, anch'esso nato in occasione di un'Esposizione universale. Poiché la primitiva sede del museo era troppo distante dal centro cittadino, venne deciso di spostarne i locali in una nuova costruzione i cui lavori vennero iniziati nel 1919 quando il sindaco repubblicano Thomas B. Smith pose la prima pietra durante una cerimonia inaugurale di orientamento massonico.
Il disegno della costruzione, di ispirazione neo-greca, fu opera dell'architetto statunitense Julian Abele, che all'epoca lavorava nello studio di Horace Trumbauer. La facciata del palazzo è interamente in dolomite estratta nelle miniere del Minnesota ed un frontone venne scolpito dallo scultore di origini tedesche Carl Paul Jennewein.
.

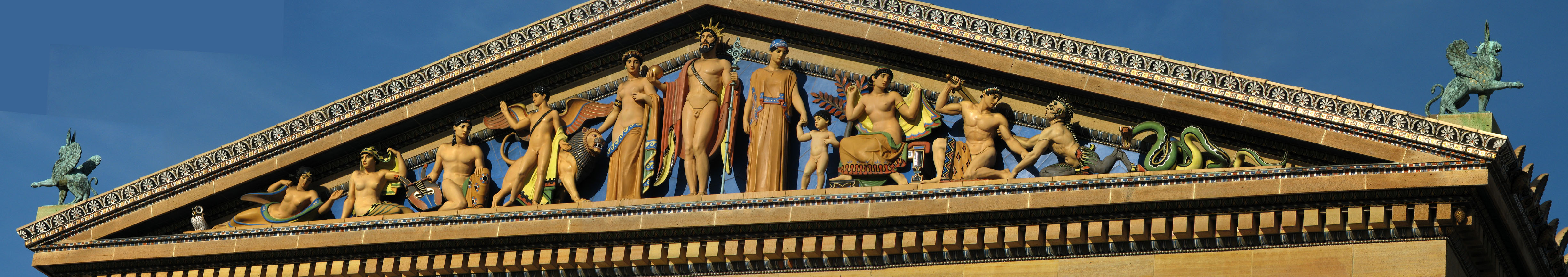
Un frontone del museo, con le sculture di Carl Paul Jennewein ispirate alla mitologia greca. Ai lati, due grifoni

Alla storia di questo museo è fortemente legata la figura del celebre collezionista e filantropo americano Henry Plumer McIlhenny, il quale fu prima curatore dal 1939 al 1964 dell'ente, per poi diventarne direttore a partire dal 1976 fino all'anno della sua morte, nel 1986, quando donò gran parte della sua collezione personale a questa istituzione.
Il Philadelphia Museum of Art è uno dei più grandi ed importanti musei degli Stati Uniti e conserva nei suoi ambienti ben 225.000 opere d'arte dislocate in circa 200 gallerie che coprono oltre duemila anni di storia. Esso tuttavia non comprende, nella sua immensa raccolta, alcuna collezione relativa all'arte egizia, a quella romana e a quella delle civiltà precolombiane. Il motivo di questa assenza si spiega con il fatto che, in base ad un accordo stipulato durante i primi anni di vita del museo con la University of Pennsylvania, si contemplò la donazione di tutte le porcellane cinesi appartenenti all'ateneo statunitense in cambio di gran parte delle opere d'arte egizie, romane e precolombiane. Il museo conserva tuttavia alcuni pezzi di grande pregio che vengono esibiti solo in particolari manifestazioni.

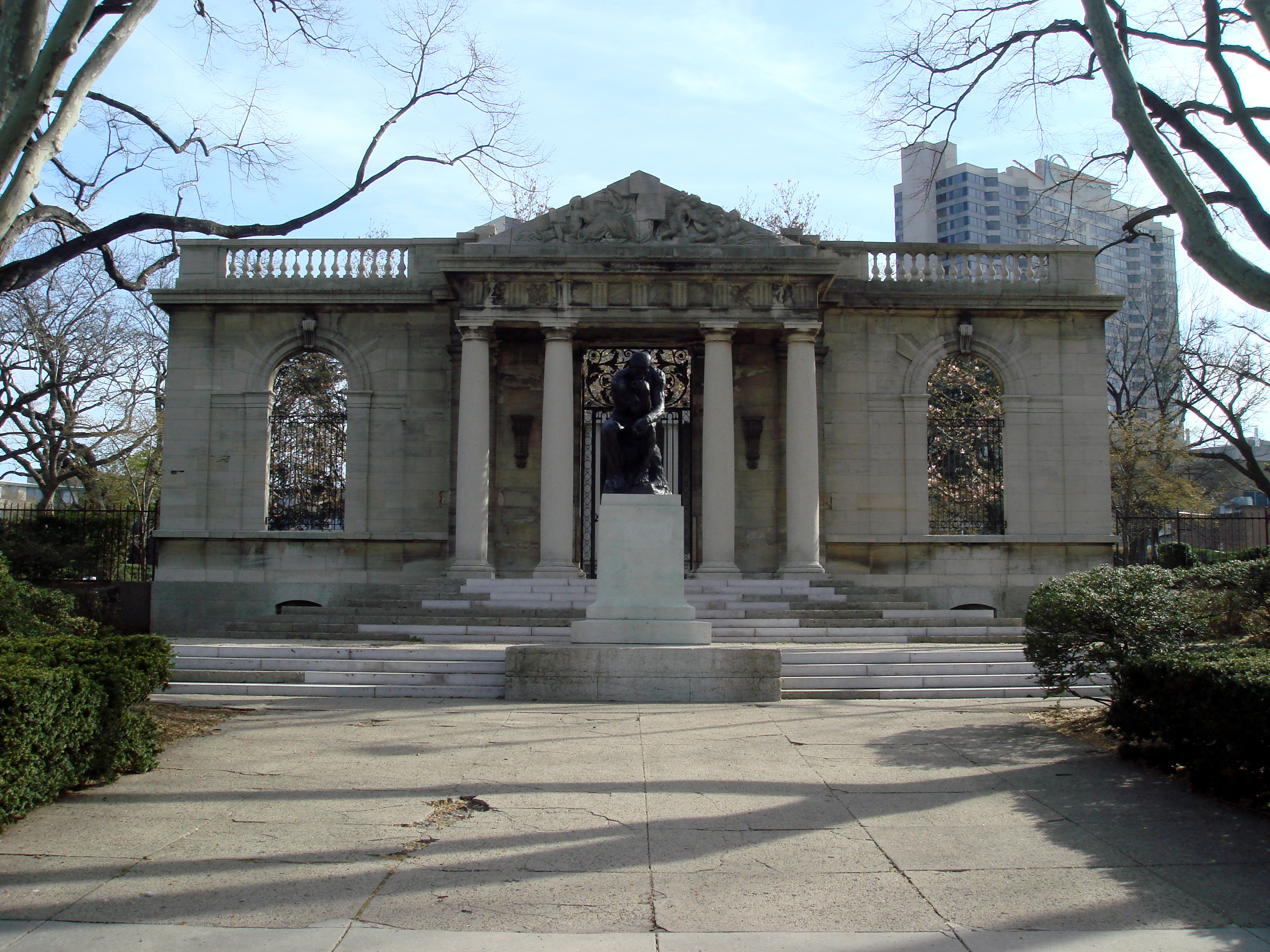
Il Rodin Museum

Oltre alla costruzione principale, gli ambienti del museo comprendono anche quelli del Rodin Museum, che ospita la collezione più importante delle opere di Auguste Rodin al di fuori dei confini nazionali francesi e che si trova anch'esso all'interno del Fairmount Park.

## Collezioni
Nel XVIII secolo Filadelfia divenne uno dei maggiori centri culturali degli Stati Uniti, raccogliendo importanti collezioni d'arte provenienti dai cosiddetti Pennsylvania Dutch, oltre che molte opere del pittore realista Thomas Eakins.
Tra i 225.000 oggetti esposti, il museo annovera collezioni di tappeti persiani e turchi, nonché un esteso patrimonio artistico proveniente dall'Estremo Oriente, soprattutto porcellane cinesi, giapponesi e coreane.

### Pittura

#### Scuola inglese e americana
- William Turner The Burning of the Houses of Lords and Commons, 1635
- Thomas Eakins, The Agnew Clinic, 1889
- Edward Hopper, American Landscape, 1920

#### Scuola italiana
- Battista di Gerio, tavola centrale del Polittico di San Quirico, 1417
- Maestro di Staffolo, San Francesco riceve le Stimmate, tempera su tavola, 1420 circa[3]
- Beato Angelico, Funerali della Vergine, 1426-1428 circa
- Sandro Botticelli
  - Maddalena che ascolta la predica di Cristo, 1491-1493 circa
  - Festa in casa di Simone, 1491-1493 circa
  - Noli me tangere, 1491-1493 circa
  - Comunione e assunzione della Maddalena, 1491-1493 circaPacecco De Rosa, Strage degli innocenti, 1640
- Cima da Conegliano
  - Madonna col Bambino
  - Sileno e satiri
  - Testa di Santo Stefano
- Antonio Rotta

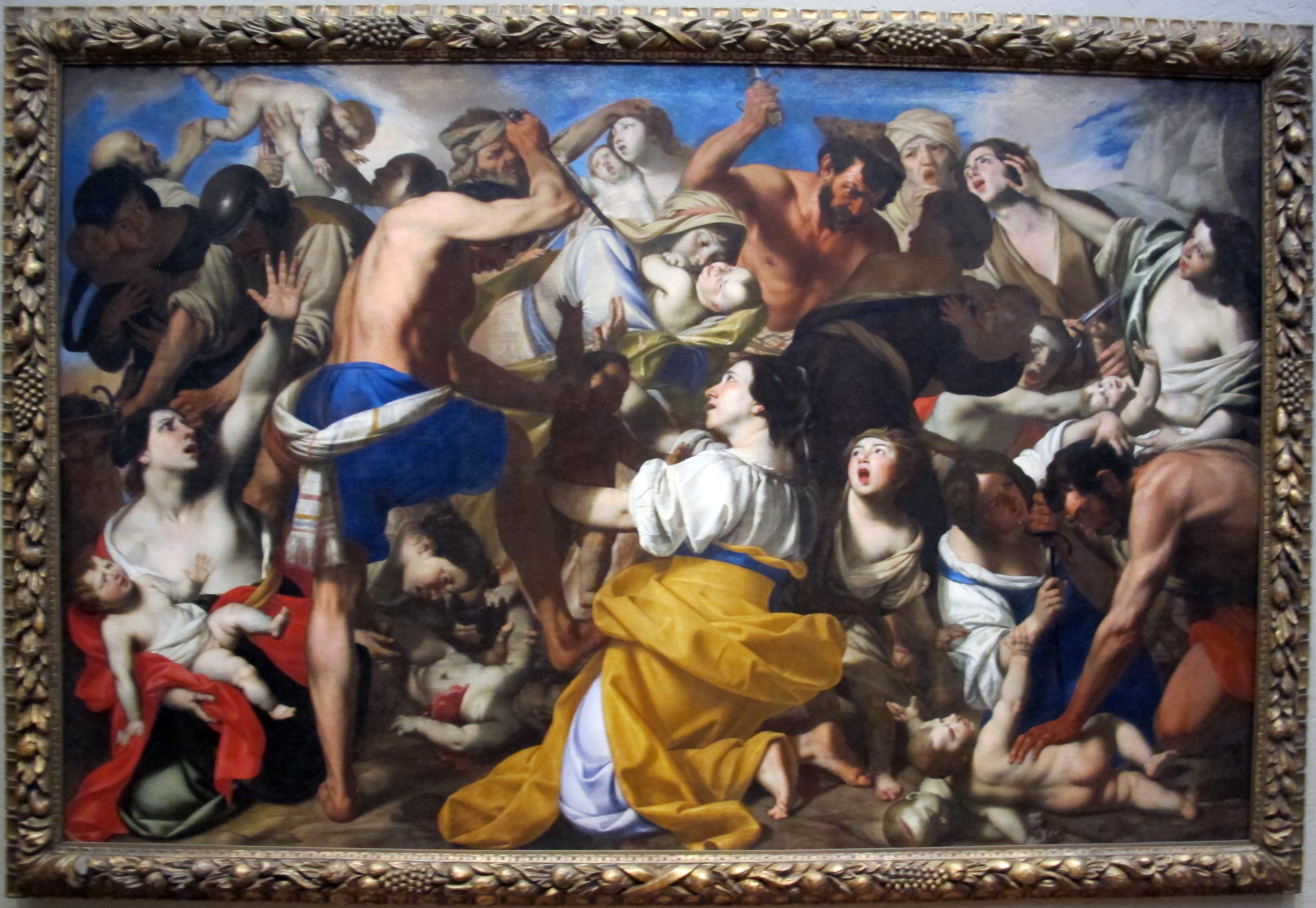
Pacecco De Rosa, Strage degli innocenti, 1640

- Carlo Crivelli, Deposizione e Santi Paolo e Pietro, 1427-1428
- Pinturicchio, Madonna col Bambino scrivente, 1494-1498 circa
- Pacecco De Rosa, Strage degli innocenti , 1640
- Stefano Folchetti, La Natività e l'Annunciazione ai pastori con quattro adoranti, 1500[4]
- Jacopo de' Barbari, Coppia disuguale di amanti, 1503.[5]

#### Scuola olandese e fiamminga
- Hieronymus Bosch
  - Ecce Homo, 1476-1480 circa
  - Adorazione dei Magi, 1475-1480 circa
- Adriaen Brouwer, Cuoca, 1625
- Maestro dell'Altare di Beyghem, Cristo davanti a Pilato, 1520-1540
- Peter Paul Rubens, Prometheus Bound, 1618
- Vincent van Gogh, Girasoli, 1888-1889

#### Scuola francese
- Paul Cézanne, Winter Landscape, Giverny, 1894
- Jean-Baptiste Camille Corot, Goatherd of Terni, 1871 circa
- Eugène Delacroix, Cavalli a una fonte, 1862
- Édouard Manet, The Battle of the U.S.S. Kearsarge and the C.S.S. Alabama, 1864
- Henri Matisse, Donna in blu, 1937
- Jean-François Millet, Caccia di notte, 1874
- Claude Monet
  - Railroad Bridge, Argenteuil, 1874
  - Portrait of Madame Augustine Roulin and Baby Marcelle, 1889 circa
- Camille Pissarro, Afternoon Sunshine, Pont Neuf, 1901
- Nicolas Poussin, Nascita di Venere, 1635-1636
- Auguste Renoir
  - Les Grandes Bagneuses, 1884-1887
  - Due ragazze, 1892 circa
- Henri Rousseau, Sera di Carnevale, 1886

#### Scuola spagnola
- Salvador Dalí, Soft Construction with Boiled Beans (Premonition of Civil War), 1936
- El Greco, 
  - Compianto, 1565-1570
  - Pietà, 1571 e il 1576
- Joan Miró, Horse, Pipe and Redflower, 1920
- Pablo Picasso, Tre musici, 1921

## Nella cultura di massa
Il museo è famoso nel mondo, oltre che per la sua storia e le collezioni, per essere presente nella saga cinematografica a tema pugilistico Rocky. Nella saga infatti, sin dal primo episodio, il pugile italoamericano Rocky Balboa, interpretato dall'attore Sylvester Stallone, durante gli allenamenti per prepararsi agli incontri è solito, al termine di una corsa iniziata la mattina presto, percorrere in velocità le scale del Philadelphia Museum of Art, diventate note come "scalinata di Rocky", fino ad arrivare in cima e fermarsi a osservare il panorama. Nel sesto film della saga, Rocky Balboa (2006), il protagonista sale le scale insieme al suo cane "Castagna" che lo accompagna durante gli allenamenti. Al termine del film, durante i titoli di coda, sono presenti delle riprese di persone di ogni età che salgono di corsa la scalinata e mimano i movimenti effettuati dai pugili.